# Cerkiew Przemienienia Pańskiego w Manastercu
Cerkiew Przemienienia Pańskiego w Manastercu – drewniana parafialna cerkiew greckokatolicka, znajdująca się w Manastercu.
Cerkiew została zbudowana w latach 1818–1820, poświęcona w 1822, odnowiona w 1934. Parafia należała do dekanatu leskiego. Należała do niej również filialna cerkiew w Bezmiechowej.
W 1965 cerkiew została przejęta przez Kościół rzymskokatolicki, i zamieniona w kościół pw. Przemienienia Pańskiego.

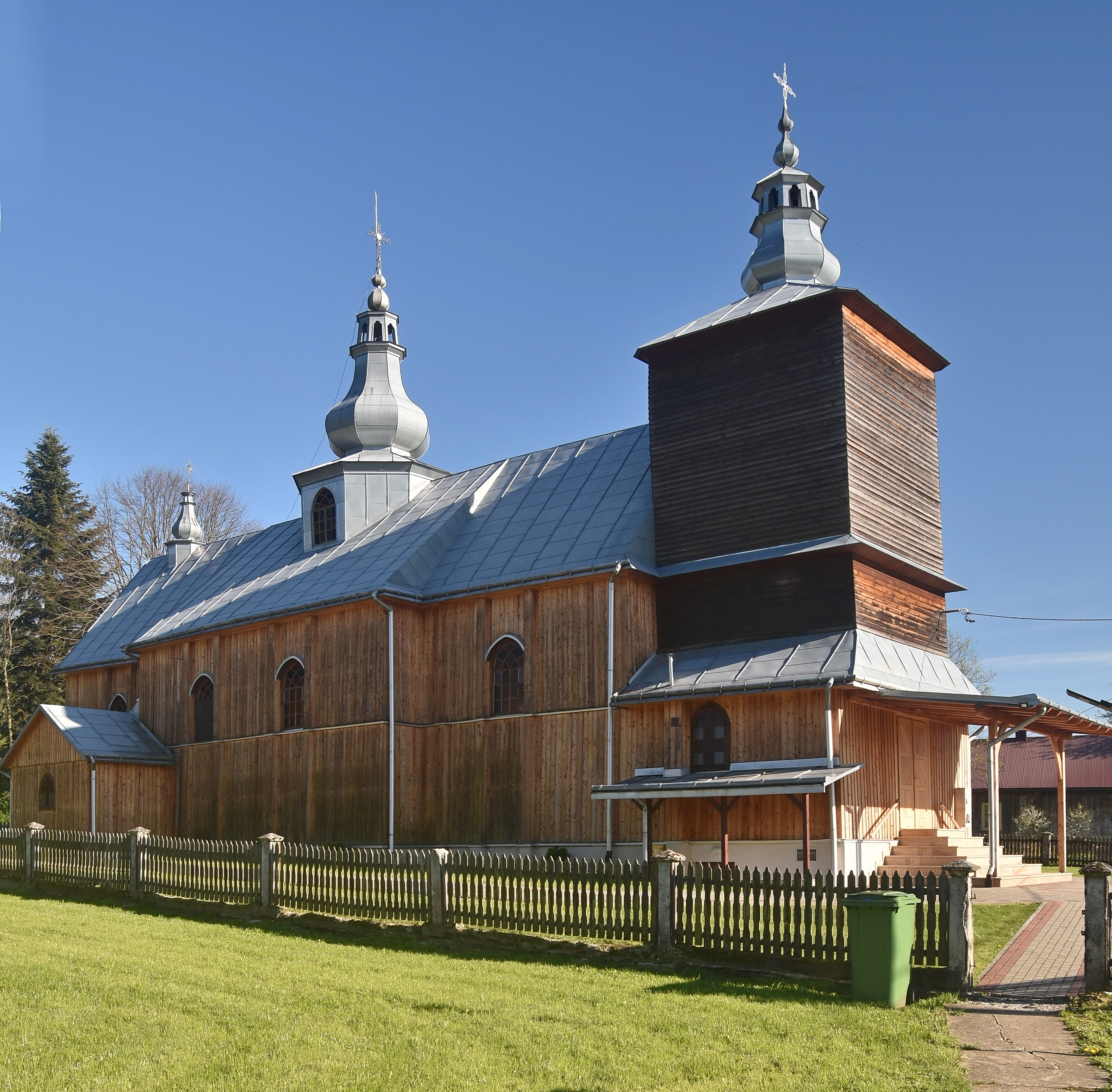
Elewacja frontowa
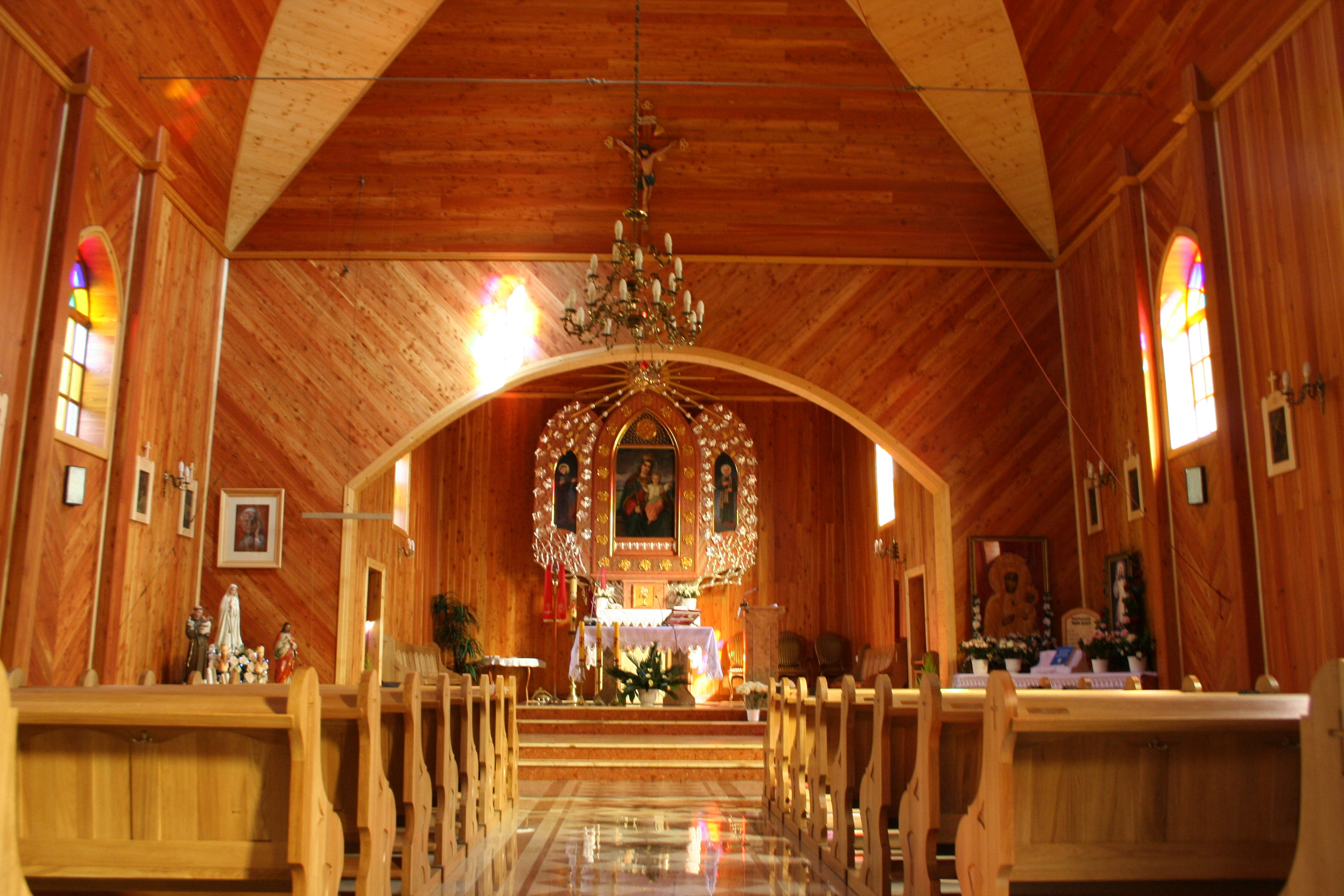
Wnętrze
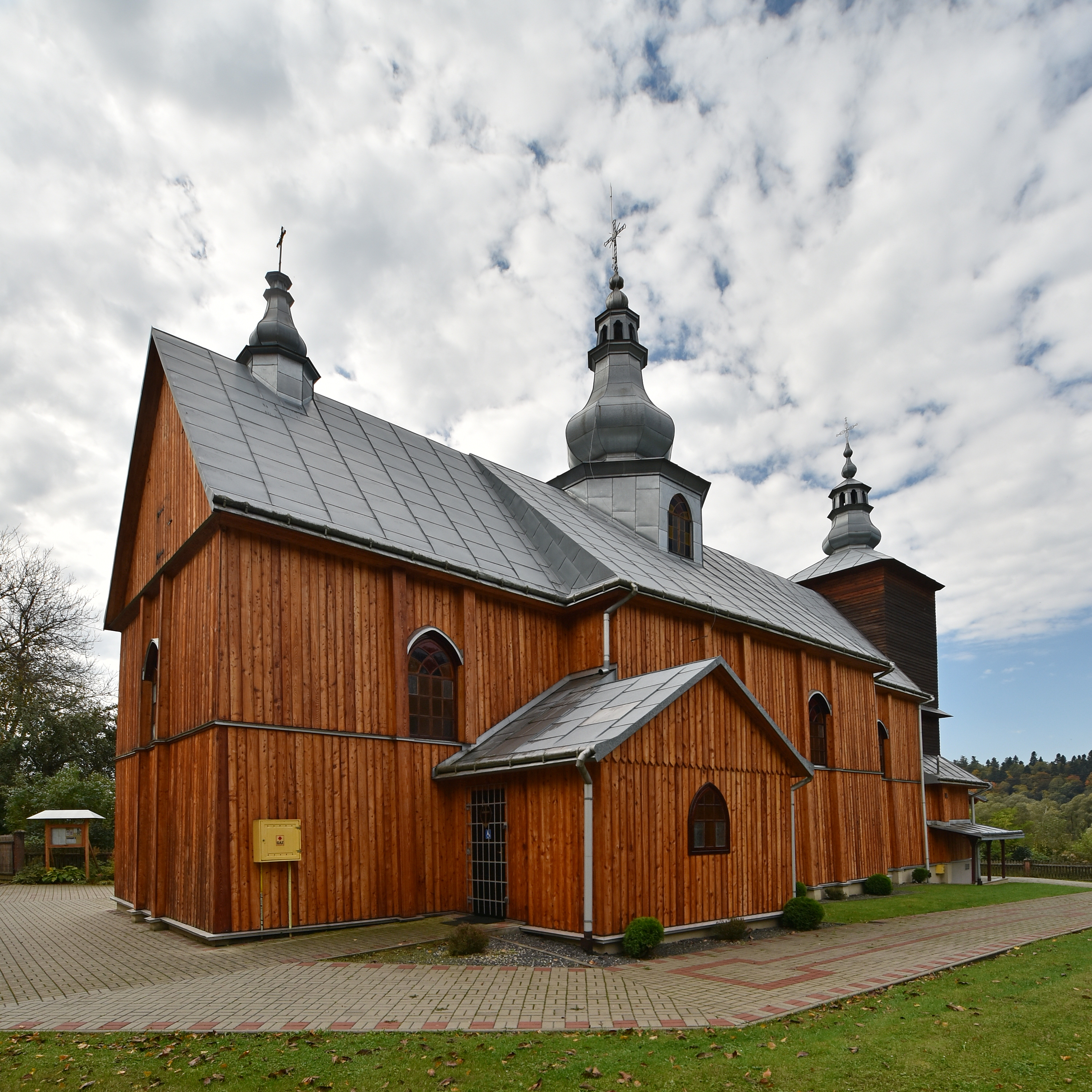
Widok od strony prezbiterium